# 多诺赫
多诺赫（英语：Dornoch/ˈdɔrnɒx/；苏格兰盖尔语：Dòrnach[ˈt̪ɔːrˠn̪ˠəx]；低地苏格兰语：Dornach），是英国苏格兰高地行政区的一个城镇,位于多诺赫湾北岸。总人口1206（2001年）。多诺赫为一海滨度假地。
“多诺赫”（Dornoch），源于盖尔语，意为“多卵石的地方”，含义是该地区有如拳头般大小的鹅卵石，能够作为武器使用。